# Detektyw Conan
Detektyw Conan (jap. 名探偵 コナン Meitantei Conan; ang. Case Closed) – japońska detektywistyczna manga autorstwa Gōshō Aoyamy. Seria jest publikowana w odcinkach w czasopiśmie Shūkan Shōnen Sunday wydawnictwa Shōgakukan od 19 stycznia 1994 roku. Opublikowane rozdziały zostały zebrane w 85 tomach tankōbon (stan na grudzień 2014 r.). Ze względu na kwestie prawne związane z nazwą Detective Conan, anglojęzyczne wydanie mangi zostało przemianowane na Case Closed. Historia opowiada o przygodach genialnego młodego detektywa o imieniu Shin’ichi Kudō, który przypadkowo został przemieniony w dziecko po tym, jak został otruty.
Od czasu swojej publikacji Detektyw Conan dał początek znacznej medialnej franczyzie. Manga została zaadaptowana w serial anime wyprodukowany przez Yomiuri Telecasting Corporation i TMS Entertainment i jest w ciągłej emisji od 8 stycznia 1996 roku. Seria zapoczątkowała dwie serie OVA, dwadzieścia animowanych filmów fabularnych, TV Drama i cztery odcinki specjalne live-action, liczne gry wideo i wiele produktów związanych z serią Detektyw Conan. Dwugodzinny telewizyjny specjał zatytułowany Lupin III vs Detective Conan został wyemitowany 27 marca 2009 r., przedstawiał crossover z serią Lupin III.
Polska premiera anime odbyła się 28 lipca 2009 roku na kanale AXN SciFi. Stacja wyemitowała zaledwie pierwsze 51 odcinków z czego epizod 11 ze względu na swą długość (45 minut) został podzielony na dwie części. 26 lutego 2012 roku na antenie stacji AXN Spin został wyemitowany pierwszy film kinowy z Conanem w roli głównej, nakręcony w 1997 roku. Jego tytuł to Detektyw Conan: Architekt zniszczenia (jap. 名探偵コナン 時計じかけの摩天楼 Meitantei Conan Tokei jikake no matenrō). Była to jednocześnie polska premiera filmu.
Zestaw tomów mangi sprzedał się w ilości ponad 150 mln egzemplarzy w Japonii. W 2001 roku zdobył nagrodę w kategorii shōnen podczas 46 rozdania Nagród Shōgakukan Manga. Adaptacja anime została dobrze przyjęta i uplasowała się w pierwszej dwudziestce w ankietach Animage w latach 1996-2001. W japońskim rankingu TV anime Detektyw Conan często zajmował miejsce w pierwszej szóstce. Zarówno manga jak i anime miało pozytywną odpowiedź od krytyków za swoją fabułę.

## Fabuła
Bohaterem serii jest siedemnastoletni detektyw Shinichi Kudō (jap. 工藤 新一 Kudō Shin’ichi), który pomimo swego młodego wieku i faktu uczęszczania do liceum wiele razy wspierał policję w śledztwach dzięki czemu zyskał ogromną sławę. Pewnego dnia, podczas wypadu do lokalnego parku rozrywki ze swoją przyjaciółką Ran Mōri (jap. 毛利 蘭 Mōri Ran), chłopak był świadkiem transakcji przeprowadzanej przez podejrzanych mężczyzn. Wtedy to, jeden z nich zaatakował go od tyłu, po czym podano mu nową, nietestowaną do tej pory truciznę – APTX 4869. Napastnicy zniknęli, a ciało detektywa zmniejszyło się do rozmiarów siedmioletniego dziecka. Za namową przyjaciela rodziny – profesora Hiroshiego Agasy (jap. 阿笠 博士 Agasa Hiroshi), detektyw ukrywa swoją tożsamość pod zmyślonym imieniem i nazwiskiem i jako Conan Edogawa (jap. 江戸川 コナン Edogawa Konan) postanawia odnaleźć przestępców i znaleźć sposób na odzyskanie dawnego ciała.

## Media

### Manga
Manga Meitantei Conan została stworzona w 1994 roku przez Gōshō Aoyamę podczas wzrostu publikacji mang z gatunku kryminału ze względu na publikację serii Zapiski detektywa Kindaichi; pierwsze rozdział jego twórczości pojawiły się w czasopiśmie Shūkan Shōnen Sunday wydawnictwa Shōgakukan 19 stycznia. Przytacza on historie o Arsènie Lupin, Sherlocku Holmesie i filmy samurajskie Akiry Kurosawy jako czynniki wpływające na swoją pracę. Aoyama mówi, że spędza średnio cztery godziny nad każdą nową sprawą w swojej mandze; bardziej skomplikowane historie mogą zająć więcej niż dwanaście godzin. Każdy przypadek obejmuje kilka rozdziałów i zostaje rozwiązany pod koniec, kiedy postacie wyjaśniają szczegóły rozwiązania sprawy w prosty sposób; baza danych składająca się z wszystkich przypadków i spraw z mangi ukazała się w 2007 roku. Aoyama stara się utrzymać prosty język, aby pomóc swoim czytelnikom śledzić historię.
Meitantei Conan został najdłużej wydawaną mangą XXI wieku z ponad 950 rozdziałami wydanymi w Japonii. Opublikowane rozdziały zostały zebrane i wydane jako tankōbon przez wydawnictwo Shōgakukan. Pierwszy tom ukazał się 18 czerwca 1994 roku, wydanych zostało 91 tomów (stan na grudzień 2016). Asystenci Gōshō Aoyamy również napisali i opublikowali 37 tomów własnych pobocznych historii serii Meitantei Conan.

#### Herbatka u Zero
Zero no nichijō (jap. ゼロの日常) to spin-off mangi Detektyw Conan, autorstwa Takahiro Arai, powstały pod nadzorem Gōshō Aoyamy. Jej głównym bohaterem jest Tōru Amuro. Rozdziały publikowane są w magazynie „Shūkan Shōnen Sunday” od maja 2018 roku, a pierwszy tom ukazał się 8 sierpnia 2018 roku.
Sześcioodcinkowa adaptacja anime rozpoczęła emisję w japońskiej telewizji 4 kwietnia, a zakończyła 10 maja 2022 roku. 29 lipca 2022 roku serial został udostępniony międzynarodowo w serwisie Netflix, w Polsce dostępny pod tytułem Detektyw Conan: Herbatka u Zero.

### Anime
Adaptacja anime Detektyw Conan została wyprodukowana przez Yomiuri Telecasting Corporation i TMS Entertainment w reżyserii Kenjiego Kodamy i Yasuichirō Yamamoto, manga została zaadaptowana w 25-minutowe odcinki. Od momentu swojej premiery 8 stycznia 1996 r. w Japonii wyemitowanych zostało ponad 800 odcinków czyniąc je jedną z najdłuższych serii anime.
Początkowo Shōgakukan zebrał i wydawał odcinki na kasetach VHS od czerwca 1996 roku do października 2006 roku wydając 426 odcinków. Następnie Shōgakukan przestawiło się na DVD wydając je ponownie od pierwszego odcinka.
Polska premiera anime odbyła się 28 lipca 2009 roku na kanale AXN SciFi, wyemitowanych zostało jedynie pierwsze 51 odcinków.

#### Filmy
W oparciu o serię Detektyw Conan powstało dwadzieścia jeden filmów pełnometrażowych. Zostały animowane przez TMS Entertainment i wyprodukowane przez Yomiuri Telecasting Corporation, Nippon Television, ShoPro i Tōhō. Pierwsze siedem zostało wyreżyserowanych przez Kenjiego Kodamę, filmy od ósmego do piętnastego zostały wyreżyserowane przez Yasuichirō Yamamoto, a od szesnastego są reżyserowane przez Kōbun Shizuno. Filmy miały swoje premiery w kwietniu każdego roku począwszy od 1997 roku, w którym swoją premierę miał Detektyw Conan: Architekt zniszczenia. Premiera dwudziestego piątego filmu Meitantei Conan: Halloween no hanayome (jap. 名探偵コナン ハロウィンの花嫁; ang. The Bride of Halloween) odbędzie się 15 kwietnia 2022 roku. Drugi i kolejne filmy znalazły się w pierwszej dwudziestce najbardziej dochodowych filmów anime w Japonii. Dochody uzyskane z filmów finansowały inne filmowe projekty Tōhō.
26 lutego 2012 roku na antenie stacji AXN Spin wyemitowany został pierwszy film kinowy z 1997 roku zatytułowany Detektyw Conan: Architekt zniszczenia (jap. 名探偵コナン 時計じかけの摩天楼 Meitantei Conan Tokei jikake no matenrō).

#### Original video animation
TMS Entertainment, Nippon Television, and Yomiuri Telecasting Corporation wyprodukowały dwie serie OVA. W skład serii Shōnen Sunday Original Animation wchodzą ukazujące się co roku odcinki dostępne przez zamówienie pocztowe dla prenumeratorów Shūkan Shōnen Sunday. Pierwszy odcinek z tej serii był dostępny w 26. numerze Shūkan Shōnen Sunday w 2000 roku, a do 2011 roku wydano jedenaście odcinków OVA. Pierwsze dziewięć odcinków serii OVA zostało wydane w czterech tomach DVD zatytułowanych Secret Files w okresie od 24 marca 2006 r. do 9 kwietnia 2010 r.. W skład drugiej serii OVA zatytułowanej Magic File wchodzą wydawane co roku odcinki bezpośrednio na DVD. Pierwsze DVD z tej serii zostało wydane 11 kwietnia 2007 r. i zawierało cztery odcinki anime. The Od tej pory OVA Magic File zawierały oryginalną fabułę związaną z ich odpowiednimi filmami anime Detektyw Conan, począwszy od 12 filmu Detective Conan: Full Score of Fear.

#### Television special
Godzinny odcinek specjalny zatytułowany Lupin III vs Detective Conan (jap. ルパン三世 vs 名探偵コナン Rupan Sansei vs Meitantei Conan) został wyprodukowany przez TMS Entertainment, Nippon Television i Yomiuri Telecasting Corporation i miał swoją premierę 27 marca 2009. Został on po raz pierwszy zapowiedziany w 9. numerze Shūkan Shōnen Sunday w 2009 roku. Fabuła przedstawia Kudō, kiedy prowadzi dochodzenie w sprawie śmierci królowej Vespania, podczas gdy Arsène Lupin III z serii Lupin III serii próbuje ukraść koronę królowej. Odcinek specjalny zdobył rekordową ocenę oglądalności 19,5 w Japonii. Został wydany na DVD i Blu-ray Disc 24 lipca 2009 roku przez VAP.

### Gry komputerowe
Poszerzenie serii Meitantei Conan o branżę gier komputerowych nastąpiło tuż po rozpoczęciu animacji. 27 grudnia 1996 roku wydana została gra Meitantei Conan: Chika Yūenchi Satsujin Jiken (jap. 名探偵コナン 魔術師の挑戦状) na Game Boy. Od tego czasu wydanych zostało ponad 20 gier. Większość z tych gier zostało wydane jedynie w Japonii. Wszystkie gry powstałe na podstawie serii Meitantei Conan zostały wyprodukowane przez Bandai.

### Audio CD
Muzyka do anime Detektyw Conan została skomponowana i zaaranżowana przez Katsuo Ōno. Każdy film z serii ma własną ścieżkę dźwiękową, a ścieżka dźwiękowa do anime została zebrana na siedmiu płytach CD. Wydane zostały także dwa image albumy, na których znalazły się utwory śpiewane przez aktorów głosowych z anime.

### Live-action drama
Na podstawie serii powstały cztery odcinki specjalne dramy live-action oraz serial, wyprodukowane przez Yomiuri Telecasting Corporation i TMS Entertainment. W dwóch pierwszych odcinkach live-action w roli głównej wystąpili Shun Oguri i Tomoka Kurokawa. W trzecim i czwartym odcinku w roli Shinichi'ego i Ran wystąpili Junpei Mizobata i Shiori Kutsuna. W serialu zatytułowanym Meitantei Conan: Kudō Shin’ichi e no chōsenjō, który był emitowany od 7 lipca do 29 września 2011 roku, wystąpili ci sami aktorzy, co w odcinkach dramy z 2011 i 2012 roku.

## Odbiór
Manga Detektyw Conan sprzedała się w ponad 140 milionach tomów na całym świecie, co czyni ją piątą najlepiej sprzedającą się serią. W Japonii poszczególne tomy często pojawiają się na listach najlepiej sprzedających się mang. Detektyw Conan był 19. najlepiej sprzedającą się mangą 2011 roku z 2 120 091 sprzedanymi egzemplarzami. Magazyn „Nikkei Entertainment” opublikował listę 50 najlepszych twórców mangi pod względem sprzedaży od stycznia 2010 roku, we wrześniowym wydaniu z 2011 roku – Gōshō Aoyama, autor mangi, znalazł się na miejscu szesnastym z 3 320 000 sprzedanymi egzemplarzami. W 2012 roku manga znalazła się na 17. miejscu z 2 430 572 sprzedanymi kopiami, a w 2013 roku, z 1 966 206 sprzedanymi kopiami, znalazła się na 24. miejscu. Seria w 2001 roku zdobyła Nagrodę Shōgakukan Manga w kategorii „Mangi dla chłopców”.
Redakcja polskojęzycznego serwisu tanuki.pl przyznała mandze ocenę 8,50/10 (8,38/10 wedle czytelników).